# Mikael Birkkjær
Mikael Birkkjær (Kopenhagen,14 september 1958) is een Deense acteur.
Birkkjær is internationaal bekend van zijn rol in de Deense serie The Killing (Deens: Forbrydelsen) waar hij politierechercheur Ulrik Strange, de collega van Sarah Lund (Sofie Gråbøl) speelde, en zijn rol in de Deense serie Borgen waar hij de rol van Phillip Christensen vertolkte, de echtgenoot van premier Birgitte Nyborg.

## Filmografie
- Lad de små børn... (2004)
- Oh Happy Day (2004)
- Springet (2005)
- Sommer (2008)
- Flugten (2009)
- Forbrydelsen (2009)
- Borgen (2010)
- STHLM Requiem (2018)